# 買収気動車
買収気動車（ばいしゅうきどうしゃ）は、鉄道省が1930年代から太平洋戦争中の1940年代にかけ、日本各地の私鉄路線を買収して国有化した際に、被買収私鉄が保有していたことから鉄道省籍となった気動車（内燃動車）を総称する呼称である。特に戦時買収私鉄からの移管車両が多い。

## 概説
これらの気動車群は、ごく一部の例外を除いては両運転台式車両であり、また変速方式は全て手動変速の機械式で、その点では1930年代の鉄道省制式気動車に近かった。しかしその実態は、買収された私鉄会社が1920年代末から1940年にかけ、大小さまざまな民間メーカーに個別仕様の小ロットで発注したもので、当然統一された規格などはほとんど存在しない雑多な状態であった。
普通のボギー車以外に四輪車や片ボギー車があり、また鉄道省の制式気動車と比較すると概して小型の車両が多かった。エンジンも輸入品と国産品が混在、ガソリンエンジン搭載車が主流であったがディーゼルエンジン搭載車も存在していた。このためメンテナンスや運用面での制約が多く、加えて日中戦争・太平洋戦争と終戦後の長い燃料不足も重なって、買収後はほとんど全てが早期に処分されることになった。この点で1960年代まで国鉄での運用例があった買収国電とは事情を異にする。
特に、老朽化の早い木造車体ないし木骨鋼板張り車体車や、極めて小型な車両、また該当の私鉄路線に1両のみ在籍して予備車なしで運用されていた車両などは、鉄道省では運用に不適と見なされ、たとえ製造後5 - 10年を経ていないような車齢の若い車両であっても、買収後ほとんど時をおかずに廃車された模様である。その他の車両も（戦災によって喪失されたものを除き）戦時中から1950年ごろまでの短期間のうちに全てが廃車解体、もしくは車両不足の私鉄向けに払い下げられ、国鉄線から姿を消している。
私鉄払い下げ車はディーゼルエンジンを搭載して気動車として復活したものが多いが、一部には無動力のまま、客車や、電車の制御車になったケースも見られた。

## 買収後の形式称号
早期に国家買収された私鉄の買収気動車は、基本的に鉄道省式の気動車形式（キハ・キハニ等）が与えられた。番号については、4輪車（二軸車）・片ボギー車は雑型客車等と類似の番号が与えられ、762mmゲージの軽便鉄道路線の車両はボギー、二軸車、トレーラー型車と多彩であったがすべて「軽便」を表す「ケ」符号の付いた「ケキハ」名の3ケタ形式（500番台）を付与された。
ボギー車は当初、鉄道省制式車に近似番号として付番された。最も初期に買収されたボギー車の秋田鉄道車は、国鉄電気式気動車のキハニ36450形に続く番号を与えられ、その後、機械式量産型の国鉄制式気動車キハ41000形グループの量産化以降に買収されたものは40500以降の番号を与えられた。だが買収進行に伴って多形式少両数な実態が響いて番号不足になり、1937年にはボギー車の多くについて改番を実施することになった。この際、まったく別の私鉄から買収で移管された別形態の車両について、10番台未満で同じ形式にまとめる整理も実施されている（買収によって鉄道省籍となった元私鉄の蒸気機関車でも類似する措置が見られた）。
ボギー式買収車を対象とした1937年10月改番以降の分類は以下のとおりである。
- 二軸車 4500〜
- 片ボギー車 5020〜
- ボギー車
  - ガソリン（合造車でないもの） 40300〜
  - ディーゼル（合造車でないもの） 40650〜
  - キハニ 40700〜
  - キハユ・キハユニ 40900〜

1937年までに買収された気動車のほとんどはこれらの基準で形式付番されたが、その後の1943-44年に戦時買収された私鉄気動車には、国鉄式付番が実施された例もあったものの、暫定的に買収前の形式でそのまま使用されるケースも多くなり、このため鉄道省の別々の路線で重複車番の車両が在籍するような例も生じた。

## 買収された非電化鉄道会社とその車両

### 北海道鉄道（現・千歳線ほか）
1943年の北海道鉄道買収に伴い、大型の半鋼製ボギー式ガソリンカー8両が承継された。
買収前は札幌市と苫小牧市の間を結ぶ札幌線（買収後の国鉄千歳線）の主力車として国鉄線にも乗り入れ、都市間連絡を担っていた車両群で、全車が当時流行の流線型車であった。石油統制開始後の1940年まで気動車増備を続けられたのは、沿線に海軍千歳海軍航空隊（現・航空自衛隊千歳基地）が立地しており、その関連輸送需要を増備名目にできたからである。
- キハ501・502 （1935年 日本車輌製造東京支店製）→鉄道省キハ40351・40352
- キハ550-555 （1936年-1940年 日本車輌東京支店製）→鉄道省キハ40360-40365
  - 501が1段窓なのに対し、550は二段窓で車体もやや大型化されている。

### 秋田鉄道（現・花輪線の一部）
1934年の秋田鉄道買収に伴い、3メーカー製6両の小型ガソリンカーが承継された。
ジハ1-4の4両は外側に鋼板を張った木造車体の4輪車、ジハ5・6は小型の半鋼製ボギー車である。
- ジハ1・2 （1928年 松井工作所製）→鉄道省キハ4510・4511
- ジハ3・4 （1929年/1930年 梅鉢鐵工場製 逆転器仕様に2両で相違あり）→鉄道省キハ4520・4521
- ジハ5 （1932年 日本車輌東京支店製 手荷物室付）→鉄道省キハニ36460→同 キハニ40700
- ジハ6 （1933年 日本車輌東京支店製）→鉄道省キハ36470→同 キハ40300
  - ボギー車2両は1937年の再改番対象となっている。

### 横荘鉄道横荘西線
1937年の横荘西線（のち国鉄矢島線を経て現・由利高原鉄道鳥海山ろく線）買収に伴い、同線所属の半鋼製4輪ガソリンカー1両が承継された（未接続だった同社の横荘東線は買収されず、羽後鉄道を経て羽後交通横荘線となり、1971年廃止）。
これは日本の気動車としては初期の脆弱な車両でごく小型でもあり、横荘西線では予備車もない1両のみの在籍であったため、鉄道省では使用されないまま、すぐ廃車された模様である。現車は秋田市郊外の土崎工場に太平洋戦争後まで倉庫代わりに置かれていた。
- ジ1 （1928年 日本車輌本店製）→鉄道省キハ1
  - 日本車輌が製作した初期の両運転台車で、車体両端にT型フォードエンジンのボンネットを突き出していたが、実際にエンジンが入っているのは当初から片一方の1台だけ、という奇妙な車両である。のち1933年に、横荘東線所属のジ3（1929年 日本車輌東京支店製）から玉突き流用した大型のブダKTUエンジン床下搭載仕様に改造されたが、なぜか車体両端のボンネットは（2つとも空になってしまったのであるが）ラジエーターのみを利用する形でそのまま残され、ますます奇妙な車両になった。

### 白棚鉄道（のち白棚線）
1941年の白棚鉄道買収に伴い、木造4輪ガソリンカー2両が承継された。
これらは車体ほかが老朽化しており、買収に先立ち、1938年に白棚鉄道線が鉄道省に借り上げられてから後の早い時点で運用からは外れていた模様で、買収後も改称されず、1943年12月、日本軽金属に譲渡され、蒲原工場専用線の通勤輸送用客車となった。1951年10月廃車。
- ガ1形 （1、2 1928年 雨宮製作所製）→鉄道省キハ1、2

なおこの2両は、1929年11月に車庫火災で一度車体焼失しており、同年中に同一仕様の木造車体で復旧された経歴がある。

### 南武鉄道（現・南武線、五日市線ほか）
1944年の買収に伴い、1940年に南武鉄道に合併された旧・五日市鉄道が保有し、以後も非電化の五日市線区間で使用されていた半鋼製ガソリンカー6両が承継された。キハ104・105のみ4輪車、ほかは大型ボギー車である。ボギー車2形式は出自こそ異なるが何れも流線型車であった。
買収前から鉄道省同様に「キハ」形式を称しており、戦時買収路線でもあって、運輸逓信省移管後も形式変更は行われなかった。
- キハ104・105 （1930年 日本車輌東京支店製）
- キハ501・502 （1936年 新潟鐵工所製）国鉄キハ41000形気動車にスペック面を多く準拠する。
- キハ2・8 （1936年 川崎車輌製 元東京横浜電鉄キハ1形 1939年譲受）

この他、詳細不明の1両が存在する。1929年松井車輌製の4輪車（木造車だったが1933年に日本車輌東京支店で半鋼製車体に改造）キハ101・103の2両は、五日市鉄道が南武鉄道に合併される直前の1940年5月に廃車され、同年に2両の車体を接合して15m級のボギー気動車1両に改造する工事が為されたが、実際にはエンジン搭載にまで至らず、しばらく正式な車両として登録もされていなかった。そして1944年3月の買収2日前に駆け込み認可される形で「101号」なる「付随車」となった（電車付随車か客車扱いかは不明）。これは買収車両の中には含まれておらず、車体のみが戦後一時期、汐留駅構内に放置されていた模様で、車両ではなくその他の物件として買収されたとも考えられる。

### 相模鉄道線（一部）
1943年に旧相模鉄道（現在のJR相模線を運行）が神中鉄道（現在の相鉄本線を運行）を合併していたが、その直後の1944年に現在のJR相模線区間のみが国家買収された。
旧相模鉄道、神中鉄道のいずれも早くから気動車導入に熱心で、ガソリンカーのみならず、相模鉄道は日本の私鉄で唯一の電気式ディーゼルカーを開発、神中鉄道は国産エンジン搭載の機械式ディーゼルカーを大量導入するなど、共に極めて先進的であった。加えて系列企業である東京横浜電鉄からも大型ガソリンカーキハ1形を譲り受けており、気動車運行の盛んな路線であった。
だが、神中系のディーゼルカーは代用の木炭ガス燃料化困難なため、1941年以降の神中線部分電化開始とも相まって買収前に多くが売却されていた。またその他のめぼしい大型車についても、戦中戦後の混乱期に親会社の大東急に運行を委託していた神中線に集められる形で買収を免れた（これは東急の経営者である五島慶太の政治力による、保有車両の温存策とも考えられる。それらの多くは電車化・電車付随車化された）。
- サハ1101 （1938年 汽車製造会社製）→運輸逓信省コハ2370（雑形客車扱い）
  - 電気式ディーゼルカーとして有名なキハ1000形の付随車。前面は大きな後退角を持つ3枚窓の平面で、側面から見ると台形をした風変わりな車体形状が特徴。書類上は国鉄籍の客車となり、1951年3月廃車と記録されているが、実際には旧・神中の相模鉄道線に残って電車付随車サハ2801として使用されており、車体が更新されて妻面が平妻となった後日立電鉄に転じた。国鉄で架空登録が生じた原因は不明。

### 飯山鉄道（現・飯山線の一部）
1944年の飯山鉄道買収に伴い、中型の半鋼製ボギー式ガソリンカー7両が承継された。
買収前から鉄道省同様に「キハ」「キハニ」形式を称しており、戦時買収路線でもあって、形式変更は行われなかった。全車が、1949年（昭和24年）から1950年（昭和30年）にかけて地元・長野県内の上田丸子電鉄に払い下げられ、電車や電車付随車となっている。
- キハニ1 - 5 （1931年 日本車輌東京支店製）
- キハ101・102 （1937年 日本車輌東京支店製）

なお飯山鉄道のガソリンカーは、他に半鋼製小型4輪車のキハ51（南総鉄道線廃線に伴い、同社キハ103を1940年〈昭和15年〉に譲受。1932年〈昭和7年〉日本車輌東京支店製）が在籍していたが、現車は買収前に日立航空機立川工場の工員輸送用に譲渡されており、1944年（昭和19年）6月1日の国家買収後、後追いの形で同年7月26日付にて書類上の譲渡が為されている。従って買収対象とはなっていない。

### 佐久鉄道（現・小海線の一部）

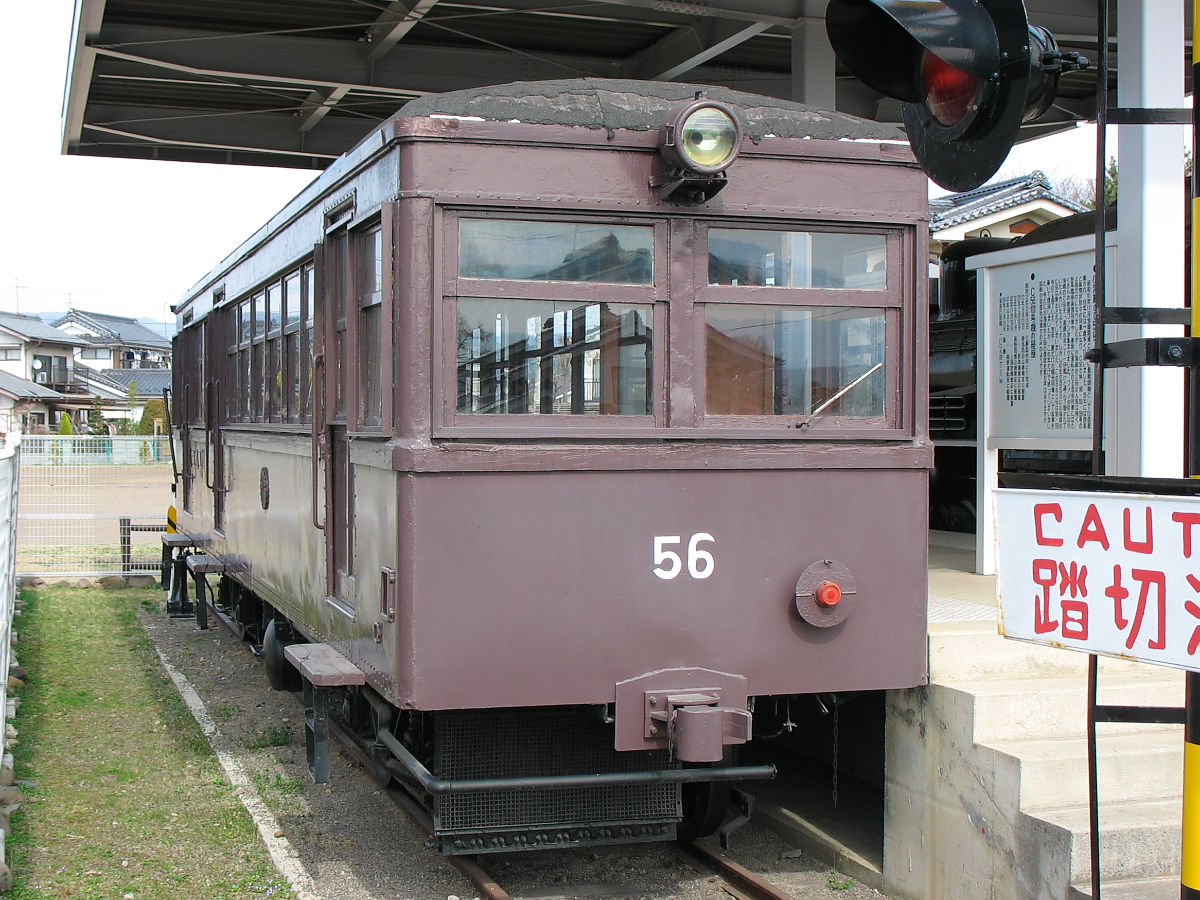
旧中込学校に保存されている佐久鉄道キホハニ56号

1934年の佐久鉄道買収に伴い、中型の半鋼製ボギー式ガソリンカー8両が承継された。
製造当時、私鉄向けボギー式気動車開発を進めていた日本車輌製造が、小型エンジン2基搭載をやめて大型エンジン1基搭載に切り替えたことで実用レベルに達した初期の車両で、良好な性能を発揮し、以後の私鉄気動車の範となった車両の一つである。佐久鉄道はこの成功によって当時計画していた電化を取りやめたという。
佐久鉄道線は建設中であった小海北線の一部として買収されたものであるが、1932年の小海線（小海北線と一時改称されたのは1933年）小海駅－佐久海ノ口駅間開通時点ではまだ佐久鉄道は買収されていなかった。このため、国鉄線としては離れ小島状態になっていた小海北線区間の列車運行は買収まで佐久鉄道に委託され、買収前から佐久鉄道のガソリンカーが海ノ口まで直通していたが、出力の低いガソリンカーにとって急峻な勾配路線での運行は困難を極めたようである。
- キホハニ51-56 （1930年 日本車輌製造本店製）→鉄道省キハニ40600-40605→同 キハニ40701-40706
- キホハニ57,58 （1931年 日本車輌本店製）→鉄道省キハ40500・40501→同 キハ40305・40306（鉄道省では書類上「キホハ57,58」として買収しているが、少なくてもキホハニ５８という現車標記の写真が確認されている）
  - すべて1937年の再改番対象となっている。

### 新宮鉄道（現・紀勢本線の一部）
1934年の新宮鉄道買収に伴い、ガソリンカー5両（木造4輪車1両、半鋼製ボギー車4両）が承継された。
新宮鉄道は建設予定であった紀勢西線に接続する予定の孤立路線で、他の路線との直通がなかったことから1934年の買収時点でもねじ式連結器（螺旋連結器）が使用されていた（日本では、一般には1925年の一斉交換で自動連結器に標準化がされていた）。このため買収気動車各車もねじ式連結器装備で、大きなバッファー（緩衝器）も備えていた。買収後は紀勢中線となったが、1940年に紀勢西線と連絡して自動連結器切り替えが為されるまでは、国有化後に他地域から搬入された車両も含めて引き続きねじ式連結器が用いられた。
形式は原則として鉄道省形式に改称されているが、唯一の木造車であったキハ201のみ、買収後の早期廃車予定であったことから改称を受けなかった。
- キハ201 （1930年 松井車輌製）→鉄道省キハ201
- キハ202・203 （1931年 小島栄次郎工作所製）→鉄道省キハ40301・40302 
  - 202・203の書類上の製造者である小島栄次郎は鉄道用品専門の仲介業者で、実際には松井車輌が下請け製作した。また203は書類名目上1932年9月製となっているが、実際には前年に完成していた。
- キハ204・205 （1931年 日本車輌本店製 元・富山鉄道ジハ2・3 1933年譲受）→鉄道省キハ40303・40304

### 播丹鉄道
播丹鉄道はのちの国鉄加古川線・三木線・北条線・鍛冶屋線・高砂線を運営していた。同社からは1943年の買収に伴い、半鋼製の4輪車・片ボギー車・ボギー車取り混ぜて19両ものガソリンカーが承継された。
保有両数が極端に多かった原因としては、本線から分かれる支線が多数存在しており、なおかつ並行道路を走るバスとの競合が激しかったため、フリークエントサービスで対抗する目的で、日本車輌が1927年に開発した小型気動車（レールカー）をいち早く導入していたという事情がある。
このため、買収車のうち14両が1928年以降1931年にかけて導入された古い車両であり、さらにそのうち4両は、ごく初期の未熟な設計の小型4輪車で、原形を留めないまでの大改造を繰り返し受けて使われてきたような状態であった。このような状況から、4輪車と片ボギー車の多くは買収後間もなく廃車になっている。
買収にあたっては、4輪車と片ボギー車は旧番号のまま、ボギー車については国鉄形式への改番が行われたことになっているが、実車表記は訂正されていなかった模様である。なお買収に先立って、1941年5月に在籍車両の改番整理が行われており、同時に気動車の形式が「レールカー」に由来する「レカ」から、鉄道省同様の「キハ」に改められていた（同年9月製のキハ520、1943年譲受のキハ200は当初からキハ形式）。また買収時点で多数が木炭ガスによる代燃車化改造を受けるか、さもなくば自走不能で付随車扱いとなっていた。
- キハ10-13 （1928年 日本車輌本店製 元・レカ1-3、5）→鉄道省キハ10-13 4輪車。
- キハ50-53 （1930年-1931年 日本車輌本店製 元・レカ6-9）→鉄道省キハ50-53 4輪車。 
  - このうちキハ53は東武鉄道に譲渡され、同社のキハ53となった後、1950年3月に廃車された。
- キハ100-103 （1930年 日本車輌本店製 元・レカ10-13）→鉄道省キハ100-103 片ボギー車。
- キハ110 （1931年 日本車輌本店製 元・レカ14）→鉄道省キハ110 片ボギー車。
- キハ500 （1931年 梅鉢鐵工場製 元・レカ15）→鉄道省キハ40350 ボギー車。
- キハ510・511 （1936年 川崎車輌製 元・レカ16・17）→鉄道省キハ40355・40356 ボギー車。
- キハ520 （1941年 日本車輌本店製）→鉄道省キハ40810 ボギー車。
  - 1937年3月に島原鉄道の車庫火災でキハニ101-104（1934年-1935年 日本車輌本店製ガソリンカー）のうち1両（具体的な車番は不明）が焼損、復旧のため日車本店に送られた。焼け残った台車等の走行装置に組み合わせる形で新たな同一車体が製作され島鉄に再納入されたが、一連の復旧措置は当局には断りなく行われ、火災に遭った旧車体はそのまま日車本店に残された。この焼損車体に復旧改造を加えて新たな足回りと組み合わせ、キハ520として播但鉄道に納入したもの。名目上は新製車扱いだが、気動車新製が差し止められていた戦時体制下の1941年にもなって製作できたのは、播丹側が沿線に駐屯していた陸軍連隊の意向を鉄道省への圧力に利用した結果である。
- キハ200 （1936年 日本車輌東京支店製 元・神中鉄道キハ35 1943年譲受）→鉄道省キハ40359 ボギー車。
  - 国家買収（1943年6月）直前の2月に譲受。元はディーゼルカーだが、入線時にガソリンエンジンに換装、木炭代燃化改造した。

中国鉄道の気動車

### 中国鉄道（現在の津山線・吉備線）
1944年の中国鉄道（現・津山線・吉備線）買収に伴い、半鋼製ボギー式ガソリンカー17両が承継された。
製造メーカーは3社に及び、細部の仕様違いが多いが、多くは1931年に出現していた江若鉄道キニ4形の影響が強い、国鉄制式車に比肩するクラスの大型車である。しかも心臓となるパワートレーンは全てアメリカ製の同一品で、エンジンを100HPクラスのウォーケシャ6RB、クラッチと変速機はそれぞれロング34A型とコッターFA型に徹底統一するという規格化を図っていたことは、卓見と言うべき特筆事項である。また全車が手荷物室を設置した「キハニ」（または郵便室もあるキハユニ）であり、1932年・1933年製の4両は日本の気動車で初めて便所を装備していたことも特記に値しよう。
買収前から鉄道省同様に「キハニ」「キハユニ」形式を称しており、戦時買収路線でもあって、形式変更は行われなかった。中国鉄道はメーカーと年度毎に車番を分け、更に加藤車輌と日本車輌を毎回競合させる形で増備を行っていたため、車番がきわめて多くなっている。
- キハニ120 （1932年 加藤車輌製作所製） 便所付。
- キハニ130 （1932年 日本車輌本店製） 便所付。
- キハユニ100 （1933年 加藤車輌製） 郵便室付。
- キハユニ110 （1933年 日本車輌本店製） 郵便室付。
- キハニ140 （1933年 加藤車輌製） 便所付。
- キハニ150 （1933年 日本車輌本店製） 便所付。
- キハニ160・161 （1934年 加藤車輌製）
- キハニ170-172 （1933年 日本車輌本店製）
- キハニ180・181 （1934年 加藤車輌製）
- キハニ190 （1937年 日本車輌本店製）
- キハニ200・201 （1937年 加藤車輌製）
- キハニ210 （1937年 川崎車輌製）
  - キハニ190以降の1937年度増備車4両は鉄道省キハ41000形の類似車である。同項も参照のこと。

他に元ボギー式ガソリンカーの客車2両も承継されている。この2両（キハニ100・110→1936年客車化でホハ7・8 1930年 加藤車輌製）は中国鉄道最初のガソリンカーだったが、加藤車輌のアイデアで「パワー・トラック」方式と称される、台車にエンジンを直接搭載するタイプのユニークな中型気動車である。だが通常の床下搭載式に比べると信頼性や整備性、騒音など問題が多く、買収以前にエンジンを降ろして客車化されており、買収後は雑形客車ホハ2360・2361となった。
この2両での失敗が、その後の中国鉄道の手堅い車両増備に繋がったとも言える。中国鉄道買収車は大型で輸送力のある優秀車揃いで、ほとんどが戦後に私鉄へ払い下げられ、重用された。

### 芸備鉄道（現・芸備線の一部）
芸備鉄道はのべ19両ものガソリンカーを保有していた。同社の路線の国有化は区間を分けて2回に渡り行われ、1933年6月に備後十日市駅（現・三次駅）-備後庄原駅間が買収されて庄原線となり、その後1936年に三神線の一部となった。1937年7月に残りの広島駅-備後十日市駅間が買収され、備後十日市以東の三神線区間と統合されて芸備線となっている。
このため、気動車についても1933年買収時に移管されたものと、1937年買収時に移管されたものに分かれる。ほとんどは1937年買収での移管となった。メーカーは19両全車が日本車輌製造本店である。

#### 1933年買収車
買収区間が短かったため、鉄道省に引き継がれた車両はこの時点では閑散運転向けの小型車3両に留まった。
- キハ5-7 （1929年-1930年製造）→鉄道省キハ4500-4502
  - 日本車輌が製造した初期の両運転台式半鋼製4輪レールカーである。鉄道省にとっては小型すぎたためか、買収後比較的早期の1934年 - 1935年ごろには既に走行休止となり、私鉄に払い下げられることもなく廃車となった模様である。

#### 1937年買収車
最終的な芸備鉄道の買収に当たって移管された車両は、地方私鉄向けとしては中型 - 大型に属する気動車が多かった。また日本車輌製造が大型気動車の開発試行期に製作した試作車両も多く含まれ、特筆すべきものが多い。特記を除きすべてボギー車。気動車の両数が多かったことから、買収後も広島-備後十日市間の旅客列車はしばらくの間、ほとんど全てガソリンカーで運行されていた。
- キハ1・2 （1929年製造）→鉄道省キハ40308・40309
  - バスへの対抗策として日本車輌の試作気動車を導入したもので、芸備鉄道初のガソリンカー。大型ボギー車の動力にコストのかかる大出力エンジンを回避し、量産自動車用のフォードA型4気筒エンジン2台を搭載した、本格的なものとしては日本最初の2基エンジン気動車の1つである。ただし構造が複雑になり過ぎ、故障が多かった。買収に先立ち、1936年にキハ1のみフォードV型8気筒1基搭載に改造されている。
- キハ3・4 （1929年製造）→鉄道省キハ5020・5021 片ボギー車。
  - 元々は口之津鉄道の注文で芸備キハ1同様のツインエンジンボギー車として製造されたが、性能面の問題が露呈して契約を取り消され、注文流れとなったもの。日本車輌はフォードエンジンに拘るあまりかえって複雑化を招いた反省から、この返品車2両を、大型のウォーケシャ6XKエンジン1基搭載とした片ボギー式に改造、固定軸側で駆動するようにして芸備鉄道に納入した。大型エンジン1基搭載は、以後のほとんどのボギー気動車に踏襲されていく。なおこの芸備キハ1 - 4の4両は故障も多かったが、販売した日本車輌側も著しい原価割れで膨大な赤字を出した記録が残っている。
- キハニ8・9 （1930年製造）→鉄道省キハニ40707・40708
  - 引き続き大型エンジン1基搭載としたボギー車で、以後の増備車については着実な大型化が図られていく。
- キハニ10-13 （1930年-1931年製造）→鉄道省キハニ40709-40712
  - キハニ8より更に車幅を拡大した改良型。芸備鉄道が1930年12月から国鉄宇品線を借り入れて旅客輸送を開始したことに伴う増備車でもある。
- キハニ14 （1934年製造）→鉄道省キハ40800
  - 1933年の庄原線区間買収で小型車3両が移籍したことに伴う補充車。キハニ10より更に大型化した。
- キハ15 （1931年製造）→鉄道省キハ40310
  - 元は1931年に試作された日本車輌本店初のディーゼルカーで、スイス製のサウラーBLDディーゼルエンジンを搭載、同クラスのガソリンカーよりも床がやや高いのが特徴である。参宮急行電鉄に委託されて同社伊賀線で「1」の仮番号を与えられ1932年からしばらく試験運行、返還されたものを1933年に芸備鉄道が譲受し、キハ21として使用開始した。だが取り扱い困難と部品入手難に悩まされて早々とディーゼルエンジン使用を断念、翌年にはガソリンエンジンに換装してキハ15と改称した。
- キハユ16 （1934年製造）→鉄道省キハユ40900
  - 大型化が更に進行。当初旅客車のキハ16として製造されたが、1936年に郵便室を設置して改称された。
- キハユニ17・18 （1936年製造）→キハユニ40920・40921
- キハニ19 （1936年製造）→キハニ40801
  - 芸備鉄道最後の新製車で、国産のGMF13形エンジンを搭載した大型の合造車。キハユニは荷物室側運転台の前面屋上に、半埋め込み式の奇妙な通風口が突出しているが、その理由は不明。

### 宇部鉄道（現・宇部線）
1943年の宇部鉄道（現在の宇部線）買収に伴い、半鋼製ボギー式ガソリンカー2両が移管された。
宇部鉄道は戦前から電化されていたが、気動車を導入した理由は輸送力増強に伴って変電所など地上設備の増強を図ることを厭ったものとされる。当時、車両メーカーが電化私鉄にもコスト面の優位性を理由に気動車導入を勧めた史実があり、その一例であろう。
- キハ51・52 （1936年 日本車輌本店製）→鉄道省キハ40353・40354
  - 「キハ」ながらドア配置は手荷物室付のレイアウトとなっている。戦前は電車と併用されていたが、戦時体制に伴う燃料供給状況の悪化に伴って、時期不明ながらエンジンを取り外して付随車化されていた模様である。買収直前に至ってその旨の正式手続き申請が提出されたが、鉄道省側は買収が至近であることを理由に（おそらくは煩雑さを避ける意図から）申請を差し戻した。このため、気動車として使用できる状態にない車両ながら、正式な気動車扱いで鉄道省に移管されている。そのまま名前のみの気動車状態で実際には客車代用として使われ、1949年に廃車された。

### 小野田鉄道（現・小野田線の一部）
1943年の小野田鉄道買収に伴い、半鋼製ボギー式ガソリンカー2両が移管された。
- キハニ11・キハ12 （1936年 川崎車輌製）→鉄道省キハ40357・40358
  - キハニ11は1942年の代燃化改造に合わせた車外荷台設置に伴う改称で、それ以前はキハ11。2両とも同型で、運転台下に戦前の川崎車輌製気動車に多く見られたカウキャッチャー風排障器を装備する中型車。1943年6月の買収から間もなく、同年10月に廃車されてしまった。

### 阿南鉄道（現・牟岐線の一部）
1936年の阿南鉄道買収に伴い、半鋼製ガソリンカー4両（4輪車3両、ボギー車1両）が移管された。
- キハ101-103 （1930年 雨宮製作所製）→鉄道省キハ4530-4532
  - 4輪車としては大型の半鋼製車。1930年12月からは当時小松島線の一部だった中田駅 - 徳島駅間（のち牟岐線に編入）に直通、貨車までも牽引して、従来の蒸気機関車・蒸気動車に取って代わる好成績を収め、買収まで阿南鉄道の主力車であった。
- キハ201 （1931年 日本車輌本店製）→鉄道省キハ40510→同 キハ40307
  - 雨宮の倒産で日本車輌に発注先を変えて製作された中型ボギー車。貨車牽引可能な並形連結器、手動操作式クラッチなど、キハ101-103に仕様を合わせてあるのが特徴であった。1937年の再改番対象となっている。

### 宇和島鉄道（現・予土線の一部）
1933年の宇和島鉄道買収に伴い、半鋼製ボギー式ガソリンカー1両が移管された。なお、宇和島鉄道線は当時762mm軌間の軽便鉄道で、買収車名も「ケキハ」となり、線名は宇和島線となったがすぐには規格向上されなかった。1067mm改軌・ルート変更されて現行の予土線のルートとなったのは1941年である。
- ウキ1 （1931年 日本車輌本店製）→鉄道省ケキハ500
  - 軽便線のガソリンカーとして初めての国鉄買収車であるが、買収車の中でも極めて短命だった車両である。シンプルなデザインの半鋼製車体と、駆動台車を偏心式とした鋳鋼台車を備えた、当時の日本車輌製の標準的な軽便鉄道用気動車であった。1931年4月に製造され、翌5月から1両のみで運行開始、以後1933年8月の買収まで2年2ヶ月余りに渡り、「予備車は無し」というシビアな運用状態で、宇和島-吉野（何れも当時の駅名）間を往復し続けた。買収後は「予備車が無いのは運用上不適切」という鉄道省の方針により、ケキハ500は早々に運用から外されて休車となり、宇和島線は蒸気機関車のみの運行に戻された模様である。詳細は不明だが1935年前後に廃車になったと見られる。

### 北九州鉄道（現・筑肥線の一部）
1937年の北九州鉄道買収に伴い、何れも半鋼製の片ボギー式ガソリンカー5両、ボギー式ディーゼルカー6両の移管を受けた。メーカーは全て汽車製造である。
ガソリンカーが鉄道省並みに「キハ」名だったのに対し、ディーゼルカーの形式は当時の表記「ジーゼル」に起因すると見られる「ジハ」であった。
- キハ5 - キハ7（1930年製） → 鉄道省キハ5022 - キハ5024
1930年7月製造。北九州鉄道初のガソリンカー。片ボギー車。
1944年2月に東武鉄道に譲渡され、同社のキハ5 - キハ7となった。1945年8月にキサ21 - キサ23に改番され(異説あり)、矢板線で客車代用として使用。キサ21, キサ22は1954年5月、キサ23は1958年8月に廃車された。この内キサ21については、さらに寿都鉄道へ売却されハ21となった（ハ21になって以降の動向は寿都鉄道の車両を参照）。
- キハ8・キハ9（1930年製） → 鉄道省キハ5025・キハ5026
5 - 7に続く増備車で、片ボギーやエンジンなどは共通だが、車幅拡大などの寸法変更が行われている。同時に製造されたキハ10は買収前の1936年に事故廃車された。
- ジハ20・21（1933年製） → 鉄道省キハ40650・キハ40651 → 同 キハ40320・キハ40321（1940年のガソリンカー化による）
北九州鉄道初のディーゼルカーで同時に両ボギー式気動車。キハ8類似の鈍重な形態を備える。エンジンは当初ドイツ製の2ストローク型ユンカース4-1だったが、不調のため1936年に後続車類似の4ストローク型・サウラーBLDに換装した。
- ジハ50・ジハ51（1935年製） → 鉄道省キハ40652・キハ40653 → 同 キハ40330・キハ40331（1940年のガソリンカー化による）
1935年の博多 - 伊万里間全通に備えた便所付の増備車で、後述する樺太庁鉄道の気動車に似た正面5枚窓、前面傾斜した流線型車体を持つ。前年にアメリカ合衆国で製造されたステンレス製車両パイオニア・ゼファーを意識した銀色塗装がされた。なお国有化後に国鉄気動車標準色に改められている。エンジンはスイス製のサウラーBUD。
- ジハ60・ジハ61（1936年製） → 鉄道省キハ40654・キハ40655 → 同 キハ40340・キハ40341（1940年のガソリンカー化による）
ジハ50の増備型でエンジン形式や便所付仕様は同じだが、車体をボックスシート1つ分延長し、前面形状を若干変更している。

買収後、片ボギー式ガソリンカー各車は1938年以降休車し、1941年廃車された。またディーゼルカー各車は1940年には鉄道省制式のGMF13ガソリンエンジンに換装されたが、国産ディーゼルエンジンが鉄道省において実用段階に達していない時点で、輸入エンジンのサウラーを少数運用するのは鉄道省にとって不都合であったものと見られる。これらも1941年から1943年にかけて休車し、1944年1月に廃車された。
片ボギー車・ボギー車とも多くは戦後、私鉄に払い下げられて再起している。

### 西日本鉄道宇美線
旧・筑前参宮鉄道線が西日本鉄道宇美線となり、博多湾鉄道汽船粕屋線が西日本鉄道に合併したのち、宇美線が勝田線として、粕屋線が香椎線として1944年に国家買収された。これらに伴い筑前参宮鉄道引き継ぎの半鋼製ボギー式ディーゼルカー3両が移管された。当時の西日本鉄道には他にも非電化の合併各社から引き継いだ気動車があったが、路線転属などの措置で買収を免れている。
形式名「ミヤ」は「筑前参宮」の「宮」にちなむものと見られるが風変わりな例である。戦時合併と国家買収前後の混乱などもあり、西日本鉄道での改称もなく、国鉄での新形式名も与えられていない。
- ミヤ101-103 （1932年・1934年 新潟鐵工所製）
  - 角張った武骨な車体形状を備える中型のボギー車で、1932年にまずイギリスのAECリカード製A155エンジンを搭載した101・102が製造され、1934年に車体の寸法を僅かに変更して新潟鉄工所自製のLH6Zエンジンを搭載した103が増備された。筑前参宮鉄道はそれ以前にガソリンカーを導入した経歴もなく、技術的に困難なディーゼルエンジンに当初から挑戦した理由は不明であるが、同時期にディーゼルカーを導入して失敗した他社の如くガソリンエンジン換装は為されておらず、同社においてはディーゼルカーが実用水準に達していたと推察される。

名目上は買収を受けて国鉄籍となったものの、既にディーゼル燃料が確保できない情勢で実際に国鉄で使われた記録もなく、書類上は1946年11月に3両全てが戦災廃車されたことになっている。このうちミヤ102については、戦後に鳥栖駅構内で、台車のない廃車体のみが倉庫として残存していたことが確認されている（窓・扉を失い、開口部を板で塞いだ状態での、1957年撮影の廃車体写真が存在する）。
鉄道研究者の湯口徹は資料などを基に、次のような説を唱えている。これら3両のうち101もしくは103のいずれかが1944年の国家買収以前に三重県の三岐鉄道に売却されており、これが一時的に徴用されて代用燃料化などの措置を受け、中央本線鳥居松駅（現・春日井駅）付近の陸軍名古屋工廠鳥居松製造所への引き込み線で工員輸送に用いられたものとおぼしい。そして戦後三岐鉄道に返還されて再生工事を受け、1951年に至って名目上は新車のディーゼルカー「キハ7」（加藤車輌製造所製）として再起したのではないか、というものである。
実際に三岐鉄道キハ7と筑前参宮ミヤ101-103の外見は極めて酷似しており、またキハ7は戦後の新製車両にしては極めて古めかしい外見が趣味者間でも疑問視されていて、筑前参宮の中古車説には説得力がある。なおキハ7の書類上のメーカーの「加藤車輌製造所」は戦後の所在が確認されておらず、この点でも謎が多い。このキハ7は1961年に北陸鉄道に譲渡され、同社能登線キハ5162となったが1968年に廃車、車体は日本海に魚礁として沈められた。

### 大隅鉄道（のち大隅線）
1935年の大隅鉄道買収に伴い、半鋼製ボギー式ガソリンカー2両が移管された。なお、大隅鉄道線は当時762mm軌間の軽便鉄道で、買収車各車は軽便車として「ケキハ」記号を与えられた。路線は鉄道省古江線となり、1938年に1067mmへ改軌された。
- カホ1・2 （1930年 日本車輌本店製）→鉄道省ケキハ510・511
  - 大隅鉄道が1931年に導入した半鋼製ボギー車で、日本車輌が以後軽便鉄道向けに類型車を多く製造した初期の例（宇和島鉄道ウキ1も類似車）。駆動台車を偏心式とした鋳鋼台車、車体両端に外付けされた外部荷台を特徴とし、軽便鉄道用の小型気動車としては珍しく、当初から空気ブレーキも装備していた。買収後も継続して運用されたものの、1938年10月の古江線改軌で本来の用途を失ったことから、1939年にエンジンを撤去されて客車のケコハ510・511となり、当時まだ762mm軌間であった松浦線（現松浦鉄道西九州線）に転属した。戦時中の1943年に廃車されたが、日本鉱業佐賀関鉄道へ払い下げられて客車からのちディーゼルカーに再改造、同線が廃線される1963年まで使われた。

### 宮崎県営鉄道飫肥線
1935年の宮崎県営鉄道飫肥線買収に伴い、木造ガソリンカー3編成（4輪車2両、トレーラー型車1編成）が移管された。何れも片一方のみに運転台を持つ「単端式」車で、運転方向は原則一方向に限られ、起終点では方向転換する必要があった。
当時の宮崎県営飫肥線は762mmの軽便鉄道であり、買収車各車は軽便車として「ケキハ」記号を与えられた。3両（3編成）在籍のため予備車が確保できることから、宇和島鉄道ウキ1と違って、鉄道省油津線となった買収後も引き続き使用された。その後もしばらく油津線区間は孤立路線であったが、志布志駅から延長されてきた1067mm軌間の志布志線（後の日南線の一部）が1941年10月に飫肥駅（現在地）まで到達すると、並行する軽便規格の油津線は貨物支線として1067mm改軌された短区間を除いて代替廃線され、買収車3編成はこれに伴って1942年5月に廃車された。
買収前形式の「ヲジ」は一見異様だが、「飫肥-油津（ヲビ・アブラツ）線・自動客車（ジドウキャクシャ）」の略である。
- ヲジ1・3 （1929年・1930年 丸山車輌製）→鉄道省ケキハ550・551
  - 丸山車輌の製造した単端式気動車の中でも最末期の例である。単端式としては大型で、ウォーケシャV型エンジンを搭載し、木製鋼板張り車体を持つ。2両はほぼ同型だが、ヲジ3はヲジ1より僅かにホイールベースが短いなどの相違がある。
- ヲジ2 （1930年 宮崎県鉄道管理所 製造・改造）→鉄道省ケキハ520
  - 買収気動車の中でももっとも得体の知れない車両と言える、牽引車とトレーラー部に分かれた構造の「ピギーバック式気動車」である。牽引車となる部分は県営鉄道工場の自製で、単端式気動車の車体のうち、前半分の運転台兼機関室を残し、後半分を撤去して台枠のみにしたようなシボレーエンジン付木造車両を製作した（フォードA型エンジンとする記録もあり、換装した可能性もある）。トレーラーとなる客車部分には、従来県営鉄道で保有していたボギー式木造客車ヲハ4（1905年 汽車会社東京支店製。日露戦争の際に軍用軽便鉄道として中国大陸で速成された安奉線から南満州鉄道に移管され、のち改軌で不要となったものを宮崎県営鉄道開業時に譲受した）を改造して利用している。トレーラー客車の台車2組のうち前方1組を撤去し、代わりに牽引車の後軸（駆動軸である）上の台枠に客車の車体を載せて、駆動力をかけつつ牽引させる構造になっている。宮崎県営鉄道が敢えてこのような珍奇な車両を開発した動機は、まったく不明である。

## 樺太庁鉄道移管車
樺太（現・サハリン）の樺太庁鉄道が、1943年に樺太庁から鉄道省に移管されて樺太鉄道局となったことに伴い、鉄道省籍を得た気動車群である。樺太庁鉄道自体公営鉄道であった上、気動車に限らず多くの形式が設計を鉄道省に委託していた等背景が一般の私鉄買収とは異なるが、類似例として列記する。形態はキハ2000形は鉄道省キハ41000形の一端に荷物室を設置したもの、他は北九州鉄道ジハ50・60と同形車体の一端に荷物室を設置したものとなっている。
これら移管車両のうち、1945年のソビエト連邦による樺太侵攻後も残存した車両については、ソ連側により引き続きサハリンの鉄道で使用され、一部は1990年代まで用いられていた。
- キハ2000形
- キハ2100形
- キハ2200形
- キハ2300形